# MTU Friedrichshafen
MTU Friedrichshafen er en af verdens førende producenter indenfor tunge fremdrivningssystemer såsom dieselmotorer og gasturbiner. Firmaets hovedkvarter er beliggende i byen Friedrichshafen i den tyske delstat Baden-Württemberg. Virksomheden er et datterselskab til Maybach, som er en del af Daimler AG.
Firmaet blev grundlagt i Bietigheim-Bissingen den 23. marts 1909 under navnet Luftfahrzeug-Motorenbau men blev i 1912 omdøbt til Maybach-Motorenbau og relokerede til Friedrichshafen. Firmaet stod herefter for konstruktionen af størstedelen af motorerne benyttet af Værnemagtens skibe og lastbiler. I 1960 blev firmaet opkøbt af Daimler-Benz AG og i 1966 fusionerede firmaet med Daimler-Benz' egen motorafdeling og fik navnet Maybach Mercedes-Benz Motorenbau. I 1969 ændredes navnet endnu engang til det nuværende Motoren- und Turbinen-Union Friedrichshafen (MTU).